# Мазур Людмила
Людмила Мазур, творчий псевдонім Mila Mazur (нар. 10 грудня 1986)  – українська мисткиня, співачка, музикантка, екс-солістка гурту Русичі, запрошена солістка Ансамблю народних інструментів «Мозаїка» Одеської філармонії, учасниця проєктів Оркестру Андрія Чорного, PlusStepper Ukrainian Dub, лауреатка міжнародних конкурсів, репрезентувала українську культуру на сценах найбільших фестивалів світу, зокрема Przystanek Woodstock .  
Має релізи на французьких музичних лейблах , експериментує на перетинi стилів і жанрів від етнічної та класичної до електронної музики та джазу, менторка, авторка інноваційної навчальної програми «Вокальна терапія у мистецькій школі в умовах війни».
Творчість
2008 року на музичному лейблі RG Music виходить перший студійний альбом сучасних обробок українських народних пісень гурту Русичі під назвою «Щебетала пташечка», у записі якого Людмила Мазур бере участь у якості співачки . Того ж року обробка народної пісні «Грушечка» гурту потрапляє до збірки «Найкращі пісні української естради» .
2014 року музикантка долучається до проєкту PlusStepper, з яким видає декілька альбомів на музичних лейблах Франції та Великої Британії.
2015 року відбувається реліз альбому «No War» («Ні війні») одеського даб проєкту PlusStepper на провідному французькому лейблі Original Dub Gathering (ODG PROD), у якому бере участь у якості етно-вокалістки. До запису альбому також долучається відомий фолк-виконавець Фелікс Шиндер з імпровізаціями на губній гармоніці.
2016 року сучасна обробка найдавнішої колядки «А у ліску»  з альбому «No War» видається музичним лейблом Aby Sho Music у благодійній першій збірці «БеReggaeНя: Born In Ukraine» кращого українського регі на вінілових платівках.
2018 року Людмилу Мазур запрошено до наймасштабнішого проєкту країни в Нацiональному палаці мистецтв «Україна» у виконанні Оркестру Андрія Чорного та хору «Voice of the Sympho Rock» за участю 200 музикантів на сцені.
Навесні 2022 року відбувається реліз авторської пісні «Richka» («Річка») у стилістиці українського фольклору в електронному звучанні. Залишаючись в Одесі, співачка записує власний україномовний сингл під час сирен повітряної тривоги та гучних вибухів по всій країні (Повномасштабне вторгнення Росії в Україну). «Наша місія - нести любов і культуру», – каже Людмила Мазур. Реліз підтримують радіостанції та медіа багатьох країн Європи та Західної півкулі. Ямайська письменниця Carolyn Cooper відзначає сингл у найстарішому друкованому виданні Західної півкулі The Gleaner .
Саунд продюсер гурту Scorpions залучає обробку української народної пісні творчого тандему PlusStepper & Mila Mazur з Одеси до свого проєкту Peace Songs Platform «Music Against War».
Влітку того ж року виконавиця репрезентує українську культуру в рамках проекту EU4Culture від Європейського Союзу, концертному турі «Ukrainian Dub for Peace» країнами Європи, в найбільшому європейському Dub & Soundsystem Culture фестивалі Dub Camp у Франції.
2024 року композиція «Richka» видається у музичній вініловій збірці «Max Wax» Ukrainian Reggae Compilation пам'яті загиблого Героя Максима Науменка.
Мисткиня проводить дослідження з безбар'єрної та інклюзивної мистецької освіти в Україні, миробудування, відкриті семінари, майстер-класи та воркшопи з музичної терапії та креативності.
1. 1 2 3  Людмила Мазур – пісні, біографія. Українські пісні. 20 травня 2022.
2. 1 2 3 4 5 6  Одеські музиканти під час ракетних атак записали україномовний сингл. Інформаційна агенція «Контекст-Причорномор'я». 24 травня 2022.
3. 1 2 3  Май, Олег (31 серпня 2022). На балконі напроти Оперного театру відбудеться концерт. Культурометр.
4. 1 2 3  Май, Олег (19 жовтня 2015). Одесские музыканты записали во Франции новый альбом «Нет войне». Культурометр.
5. 1 2 3 4  Перший жовто-блакитний фестиваль «Душа дівоча» звучатиме в Одесі. Волнорез. 21 серпня 2022.
6. 1 2  Людмила Мазур. Discogs.
7. 1 2  Русичі – пісні, біографія. Українські пісні.
8. 1 2  Джаз-мануш на домрах и бас-балалайке сыграют в Одессе. Odessa Daily. 10 березня 2019.
9. ↑  Весь мир в одном городе: в одесском Летнем театре пройдет Odessa-June-Folk-Fest. Odessa media. 20 червня 2021.
10. 1 2  22 ноября в Национальном Дворце Украина состоится грандиозное шоу «Игра престолов – II». Уніан. 22 листопада 2018.
11. 1 2  22 ноября в Национальном Дворце Украина в Киеве состоится грандиозное шоу «Игра престолов – II» (Фото). Известия в Украине. 6 вересня 2018.
12. 1 2  PlusStepper. Discogs.
13. 1 2 3 4 5  Interview: Mila Mazur & PlusStepper. Sound Mag. 8 травня 2022.
14. ↑  Задорожний, Петр (25 липня 2009). Фото Людмила Мазур. Уніан.
15. ↑  Одесити відзначили Різдво західного обряду благодійним фестивалем. Фото. Офіційний сайт міста Одеса. Департамент інформації та цифрових рішень Одеської міської ради. 26 грудня 2022.
16. ↑  Owsiak, Jurek (1 серпня 2009). XV Przystanek Woodstock - Dzień drugi. Polskie Radio.
17. ↑  Украину на «Вудстоке-2009» представят «АтмАсфера», «Русичи» и «Гурт-Йо-Гурт». Obozrevatel. Oboz.ua. 1 липня 2009.
18. ↑  Горлушко, Вальдемар (2 серпня 2009). Гости фестиваля ”Вудсток-2009”. Уніан. Фотобанк.
19. ↑  На Вудстоку-2009 Україну представлятиме гурт ”Русичі”. Сайт ресурсного центру ГУРТ. 28 червня 2009.
20. ↑  Три украинские группы выступят на "Вудстоке-2009". Подробиці. 30 червня 2009.
21. ↑  З програмою, що вперше прозвучить на «Підкамені», «Русичі» поїдуть на один з найбільших фестивалів світу Przystanek Woodstock. Прес клуб. 21 липня 2009.
22. 1 2  Семінар - майстер-клас «Music Therapy & Creativity» на факультеті музичної та хореографічної освіти. Університет Ушинського.
23. 1 2  Експрес-воркшоп на тему «Безбар’єрність і музикотерапія у мистецькій школі». Офіційний сайт Управління культури Департаменту культури, молоді та сім'ї Полтавської міської ради. 20 травня 2025.
24. 1 2  Інклюзивні проєкти і європейський досвід. Голос України. Верховна Рада України. 26 липня 2025.
25. ↑  Русичі (фолк-рок, фанк, панк, реггі). ROCK.LVIV.UA.
26. ↑  «РУСИЧІ» випустили свій перший альбом «Щебетала пташечка». DZYGA. 22 січня 2009.{{cite web}}:  Обслуговування CS1: Сторінки з параметром url-status, але без параметра archive-url (посилання)
27. ↑  Альбом "Щебетала пташечка" - Русичі. Українські пісні.
28. ↑  Городницька, Божена (22 лютого 2009). Ох, і гучно «Щебетала пташечка» у Львові!. Сумно?.
29. ↑  Свято, Роксоляна. Український журнал. Музика – 4/2009. Український журнал.
30. ↑  Грушечка. Українські пісні.
31. ↑  Various – Найкращі Пісні Української Естради. Discogs.
32. ↑  PlusStepper – No War. ODG PROD. 13 жовтня 2015.
33. ↑  PlusStepper – No War. Discogs.
34. ↑  Haji, Mike (30 березня 2022). Peace in Ukraine. UK Vibe.
35. ↑  А у ліску. Українські пісні.
36. ↑  беREGGAEня. Discogs.
37. ↑  В Украине вышла виниловая пластинка лучшей регги-музыки. Neformat Ukraine. 20 травня 2016.
38. ↑  Сучасна обробка найдавнiшої колядки. Ukrainian People. Ukrainian-American Magazine. 4 січня 2018.
39. ↑  Річка. Українські пісні.
40. ↑  Made in UA. LYL Radio. 10 лютого 2023.
41. ↑  Cooper, Carolyn (1 травня 2022). Carolyn Cooper | Dancehall Grammy long overdue. The Gleaner.
42. ↑  PlusStepper & Mila Mazur. Discogs.
43. ↑  Johánek, Jakub (4 квітня 2018). Plus Stepper a Mila Mazur putují po Čechách a zahrají živě ve studiu Radia Wave. Radio Wave.
44. ↑  Music Against War – Peace Songs Platform. Music Against War.
45. ↑  Саундпродюсер Scorpions привлек музыкантов из Одессы в проект Music Against War. Odessa-news.stream. 24 травня 2022.
46. ↑  Dub Camp Festival 2022 – Line Up (PDF). Dub Camp.
47. ↑  Вийшла музична платівка пам’яті загиблого Героя Макса Науменка з Ужгорода. BRO — перший молодіжний онлайн-журнал Закарпаття. 27 липня 2024.
48. ↑  Клим-Кашуба, Тетяна (30 липня 2024). Вінілова платівка пам’яті Максима Науменка – вже у продажу. Varosh.
49. ↑  Max Wax – UKRAINIAN REGGAE COMPILATION. Discogs.
50. ↑  Фестиваль «Різні разом» – Путівник (PDF). Мистецький арсенал. 2024.
51. ↑  Воркшоп «Медіакод сучасного музиканта: на шляху до віральності». Український центр культурних досліджень. 22 квітня 2025.